# Velika Loka, Grosuplje
Velika Loka este o localitate din comuna Grosuplje, Slovenia, cu o populație de 237 de locuitori.